# Südostdeutsche Fußballmeisterschaft 1912/13

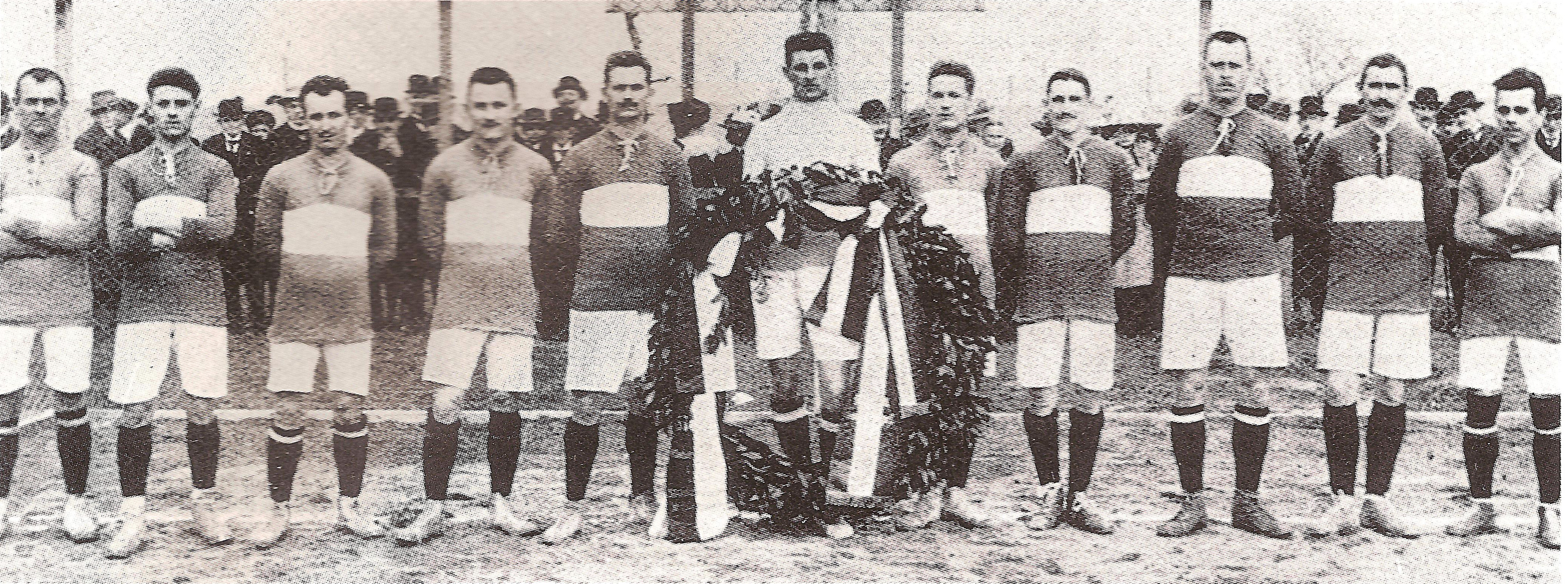
Die Meistermannschaft des FC Askania Forst.
Von links: Hamann, Koßwig, Jahn, Jank, Wolf, Pöthe, Hilbrink, Sank II, Furkert, Sank I, Laarz

Die südostdeutsche Fußballmeisterschaft 1912/13 war die siebente Austragung der südostdeutschen Fußballmeisterschaft des Südostdeutschen Fußball-Verbandes (SOFV). Die Meisterschaft gewann der FC Askania Forst durch einen 4:0-Erfolg im Wiederholungsspiel gegen den FC Preußen Kattowitz. Es war Askania Forsts zweiter Meistertitel des Südostdeutschen Fußball-Verbandes nach dem Triumph 1911. Durch den Gewinn der Verbandsmeisterschaft qualifizierten sich die Forster für die deutsche Fußballmeisterschaft 1912/13, bei der die Mannschaft nach einer 0:5-Heimniederlage gegen den späteren Deutschen Meister VfB Leipzig im Viertelfinale ausschied.

## Modus
Die Fußballmeisterschaft wurde in diesem Jahr erneut in sechs regionalen 1. Bezirksklassen ausgespielt, deren Sieger für die Endrunde qualifiziert waren.
| Bezirk          | Bezirksmeister       |
| --------------- | -------------------- |
| Breslau         | SC Preußen Breslau   |
| Niederlausitz   | FC Askania Forst     |
| Niederschlesien | ATV Liegnitz         |
| Oberschlesien   | FC Preußen Kattowitz |
| Posen           | FC Britannia Posen   |
| Oberlausitz     | SC Preußen Görlitz   |

## Bezirk I Breslau

### A-Klasse
| Pl. | Verein                        | Sp. | S  | U | N  | Tore    | Quote | Punkte |
| --- | ----------------------------- | --- | -- | - | -- | ------- | ----- | ------ |
| 1.  | VfR 1897 Breslau              | 16  | 10 | 2 | 4  | 051:320 | 1,59  | 22:10  |
| 2.  | SC Preußen Breslau            | 16  | 10 | 2 | 4  | 031:210 | 1,48  | 22:10  |
| 3.  | SC Schlesien Breslau          | 16  | 9  | 3 | 4  | 042:180 | 2,33  | 21:11  |
| 4.  | Verein Breslauer Sportfreunde | 16  | 8  | 1 | 7  | 044:300 | 1,47  | 17:15  |
| 5.  | SC Germania Breslau (M)       | 16  | 7  | 2 | 7  | 024:370 | 0,65  | 16:16  |
| 6.  | VfB Breslau                   | 16  | 7  | 1 | 8  | 027:240 | 1,13  | 15:17  |
| 7.  | Breslauer SC 08               | 16  | 5  | 4 | 7  | 026:340 | 0,76  | 14:18  |
| 8.  | SC Falke Breslau              | 16  | 3  | 3 | 10 | 017:360 | 0,47  | 09:23  |
| 9.  | SC Pfeil Breslau a (N)        | 16  | 4  | 0 | 12 | 024:540 | 0,44  | 08:24  |

| (M) | Titelverteidiger Bezirk      |
| (N) | Aufsteiger aus der 2. Klasse |

Entscheidungsspiel um Platz 1:
| Datum         |                  | Ergebnis  |                    | Ort                  |
| ------------- | ---------------- | --------- | ------------------ | -------------------- |
| 15. Juni 1931 | VfR 1897 Breslau | 0:2 (0:0) | SC Preußen Breslau | Falke-Platz, Breslau |

### B-Klasse
| Pl. | Verein                                | Sp. | S  | U | N  | Tore    | Quote | Punkte |
| --- | ------------------------------------- | --- | -- | - | -- | ------- | ----- | ------ |
| 1.  | Breslauer SpVgg 05                    | 16  | 15 | 0 | 1  | 050:800 | 6,25  | 30:20  |
| 2.  | SC Alemannia Breslau (N)              | 16  | 13 | 1 | 2  | 056:260 | 2,15  | 27:50  |
| 3.  | ATV Breslau (A)                       | 16  | 10 | 0 | 6  | 051:260 | 1,96  | 20:12  |
| 4.  | SC Union Breslau                      | 16  | 8  | 1 | 7  | 051:400 | 1,28  | 17:15  |
| 5.  | SC Britannia Breslau                  | 16  | 7  | 0 | 9  | 038:350 | 1,09  | 14:18  |
| 6.  | Olympische Vereinigung 1908 Breslau b | 16  | 5  | 1 | 10 | 018:390 | 0,46  | 11:21  |
| 7.  | SV Corso Breslau                      | 16  | 4  | 2 | 10 | 020:380 | 0,53  | 10:22  |
| 8.  | SC Eintracht Breslau                  | 16  | 4  | 0 | 12 | 013:630 | 0,21  | 08:24  |
| 9.  | SV Komet Breslau                      | 16  | 3  | 1 | 12 | 032:540 | 0,59  | 07:25  |

| (A) | Absteiger aus der A-Klasse |
| (N) | Neuling                    |

### Relegationsspiel
| Datum             |                                             | Ergebnis     |                                   | Ort                       |
| ----------------- | ------------------------------------------- | ------------ | --------------------------------- | ------------------------- |
| 7. September 1913 | Breslauer FV 06 (Letztplatzierter A-Klasse) | c6:3 n. V. c | Breslauer SpVgg (Sieger B-Klasse) | BSC-Platz, Breslau        |
| 16. November 1913 | Breslauer FV 06 (Letztplatzierter A-Klasse) | d3:2 d       | Breslauer SpVgg (Sieger B-Klasse) | Sczhlesien-Platz, Breslau |

## Bezirk II Niederlausitz

### 1. Klasse
Tabellenstände aus dieser Spielzeit sind nicht komplett überliefert. Anbei die Tabellenstände laut Udo Luy, das Torverhältnis stimmt nicht, so dass davon auszugehen ist, dass es im Nachhinein zu weiteren Entscheidungen am grünen Tisch kam.
| Pl. | Verein                    | Sp. | S  | U | N  | Tore    | Quote | Punkte |
| --- | ------------------------- | --- | -- | - | -- | ------- | ----- | ------ |
| 1.  | FC Askania Forst          | 16  | 13 | 2 | 1  | 052:100 | 5,20  | 28:40  |
| 2.  | TuFC Britannia Cottbus    | 16  | 10 | 1 | 5  | 043:330 | 1,30  | 21:11  |
| 3.  | FC Viktoria Forst         | 16  | 10 | 0 | 6  | 037:220 | 1,68  | 20:12  |
| 4.  | FV Brandenburg Cottbus    | 16  | 9  | 1 | 6  | 038:260 | 1,46  | 19:13  |
| 5.  | FC Hohenzollern Forst (N) | 16  | 4  | 7 | 5  | 020:280 | 0,71  | 15:17  |
| 6.  | SC Viktoria Cottbus       | 16  | 6  | 2 | 8  | 028:270 | 1,04  | 14:18  |
| 7.  | FC Amicitia Forst         | 16  | 4  | 2 | 10 | 026:480 | 0,54  | 10:22  |
| 8.  | FC Deutschland Forst      | 16  | 2  | 5 | 9  | 022:350 | 0,63  | 09:23  |
| 9.  | SC Alemannia Cottbus      | 16  | 2  | 3 | 11 | 016:510 | 0,31  | 07:25  |

| (N) | Aufsteiger aus der 2. Klasse |

### Relegationsspiel
Da die 1. Klasse zur nächsten Saison auf zehn Teilnehmer vergrößert wurde, durfte Alemannia Cottbus in dieser Liga verbleiben.
| Datum        |                                                   | Ergebnis |                                     | Ort     |
| ------------ | ------------------------------------------------- | -------- | ----------------------------------- | ------- |
| 1. Juni 1913 | SC Alemannia Cottbus (Letztplatzierter 1. Klasse) | 1:2      | SC Union Cottbus (Sieger 2. Klasse) | Cottbus |

## Bezirk III Niederschlesien
Im Bezirk Niederschlesien erfolgte die Gründung weiterer Gau, so wurden in den Gauen Münsterberg, Glogau, Brieg und Oels der Spielbetrieb aufgenommen. Ob dies bereits offizielle Verbandsspiele waren, ist nicht überliefert. Es gab ein Endspiel um die niederschlesische Meisterschaft zwischen den Siegern des Gaus Liegnitz und des Gaus Glogau. Ob davor bereits K.-o.-Spiele stattfanden, ist ebenfalls nicht überliefert.

### Gau Liegnitz
| Pl. | Verein                  | Sp. | S | U | N | Tore    | Quote | Punkte |
| --- | ----------------------- | --- | - | - | - | ------- | ----- | ------ |
| 1.  | ATV Liegnitz (M)(SOM)   | 7   | 6 | 0 | 1 | 041:900 | 4,56  | 12:20  |
| 2.  | FC Blitz 03 Liegnitz    | 5   | 2 | 1 | 2 | 012:200 | 0,60  | 05:50  |
| 3.  | FC Union Liegnitz e (N) | 5   | 2 | 0 | 3 | 011:140 | 0,79  | 04:60  |
| 4.  | FC Viktoria 06 Liegnitz | 5   | 1 | 0 | 4 | 010:270 | 0,37  | 02:80  |
| 5.  | ATV Liegnitz II         | 2   | 0 | 1 | 1 | 004:800 | 0,50  | 01:30  |

| (SOM) | Südostdeutscher Titelverteidiger |
| (M)   | Titelverteidiger Bezirk          |
| (N)   | Aufsteiger aus der 2. Klasse     |

### Gau Schweidnitz
| Pl. | Verein              | Sp. | S | U | N | Tore    | Quote | Punkte |
| --- | ------------------- | --- | - | - | - | ------- | ----- | ------ |
| 1.  | Schweidnitzer FV    | 2   | 2 | 0 | 0 | 003:000 | ∞     | 04:0   |
| 2.  | Waldenburger SV 09  | 3   | 2 | 0 | 1 | 009:600 | 1,50  | 04:20  |
| 3.  | SV Silesia Freiburg | 3   | 0 | 0 | 3 | 004:100 | 0,40  | 0:60   |

### Gau Glogau
Aktuell ist nur der Sieger, SC Preußen Glogau, überliefert.

### Entscheidungsspiele niederschlesische Meisterschaft
| Datum          |              | Ergebnis |                   | Ort                 |
| -------------- | ------------ | -------- | ----------------- | ------------------- |
| 20. April 1913 | ATV Liegnitz | f-:- f   | SC Preußen Glogau | ATV-Platz, Liegnitz |
| 1. Juni 1913   | ATV Liegnitz | 7:1      | SC Preußen Glogau | ATV-Platz, Liegnitz |

## Bezirk IV Oberschlesien
Wie in der letzten Saison gab es in dieser Spielzeit eine oberste Liga. Darunter waren Ligen in den einzelnen Gauen angeordnet. Mit Beendigung der Saison wurde diese Liga-Klasse jedoch wieder aufgelöst, der Spielbetrieb erfolgte wieder jeweils in den einzelnen Gauen.
| Pl. | Verein                 | Sp. | S | U | N | Tore    | Quote | Punkte |
| --- | ---------------------- | --- | - | - | - | ------- | ----- | ------ |
| 1.  | FC Preußen Kattowitz   | 8   | 7 | 0 | 1 | 026:110 | 2,36  | 14:20  |
| 2.  | Beuthener SuSV 09      | 8   | 6 | 0 | 2 | 022:160 | 1,38  | 12:40  |
| 3.  | SC Germania Kattowitz  | 8   | 4 | 0 | 4 | 033:250 | 1,32  | 08:80  |
| 4.  | VfR Königshütte        | 8   | 2 | 0 | 6 | 008:290 | 0,28  | 04:12  |
| 5.  | SC Diana Kattowitz (M) | 8   | 1 | 0 | 7 | 006:140 | 0,43  | 02:14  |
| 6.  | Kattowitzer SC g       | 0   | 0 | 0 | 0 | 000:000 | 1,00  | 0:0    |

| (M) | Titelverteidiger Bezirk |

## Bezirk V Posen
Aus Posen sind aktuell nur die Tabellenstände überliefert.
| Pl. | Verein             | Sp. | Punkte |
| --- | ------------------ | --- | ------ |
| 1.  | FC Britannia Posen | 4   | 8:0    |
| 2.  | DSV Posen (M)      | 4   | 6:2    |
| 3.  | SC Union Posen     | 4   | 4:4    |
| 4.  | Ostrower FC (N)    | 4   | 2:6    |
| 5.  | FC Viktoria Posen  | *   | *      |

| (M) | Titelverteidiger Bezirk      |
| (N) | Aufsteiger aus der 2. Klasse |
| *   | Ende Dezember 1912 aufgelöst |

## Bezirk VI Oberlausitz

### Gau Görlitz
| Pl. | Verein                 | Sp. | S | U | N | Punkte |
| --- | ---------------------- | --- | - | - | - | ------ |
| 1.  | SC Preußen Görlitz (M) | 6   | 5 | 1 | 0 | 11:10  |
| 2.  | SC Germania Görlitz    | 6   | 3 | 1 | 2 | 07:40  |
| 3.  | SC Merkur Görlitz      | 6   | 2 | 2 | 2 | 06:60  |
| 4.  | FC Union Görlitz       | 6   | 0 | 0 | 6 | 00:12  |

| (M) | Titelverteidiger Bezirk |

### Gau Hirschberg
| Pl. | Verein             | Sp. | S | U | N | Punkte |
| --- | ------------------ | --- | - | - | - | ------ |
| 1.  | SC Germania Halbau | 2   | 2 | 0 | 0 | 4:0    |
| 2.  | Hirschberger FC    | 2   | 1 | 0 | 1 | 2:2    |
| 3.  | Warmbrunner FC     | 2   | 0 | 0 | 2 | 0:4    |
| 4.  | FC Schloss Halbau  | 2   | 0 | 0 | 2 | 0:4    |

## Endrunde
Die Endrunde um die südostdeutsche Fußballmeisterschaft wurde in dieser Saison erneut im K.-o.-System ausgetragen. Qualifiziert waren die Meister aus den 6 Bezirken.

### Vorrunde
| Datum        |                      | Ergebnis |                                      | Ort |
| ------------ | -------------------- | -------- | ------------------------------------ | --- |
| 9. März 1913 | FC Preußen Kattowitz | 3:1      | ATV Liegnitz \|Myslowitz             |     |
| 9. März 1913 | FC Britannia Posen   | 0:1      | SC Preußen Breslau \|Posen           |     |
| 9. März 1913 | FC Askania Forst     | h-:- h   | SC Preußen Görlitz \|Forst (Lausitz) |     |

### Halbfinale
| Datum                                      |                    | Ergebnis |                            | Ort |
| ------------------------------------------ | ------------------ | -------- | -------------------------- | --- |
| 21. März 1913                              | FC Askania Forst   | i2:1 i   | SC Preußen Breslau \|Forst |     |
| 30. März 1913                              | SC Preußen Breslau | 1:2      | FC Askania Forst \|Breslau |     |
| FC Preußen Kattowitz erhielte ein Freilos. |                    |          |                            |     |

### Finale
| Datum          |                  | Ergebnis |                                | Ort |
| -------------- | ---------------- | -------- | ------------------------------ | --- |
| 6. April 1913  | FC Askania Forst | j1:2 j   | FC Preußen Kattowitz \|Breslau |     |
| 13. April 1913 | FC Askania Forst | 4:0      | FC Preußen Kattowitz \|Breslau |     |